# 396

## Събития
- Августин Блажени става епископ на Хипон